# Quseir Amra

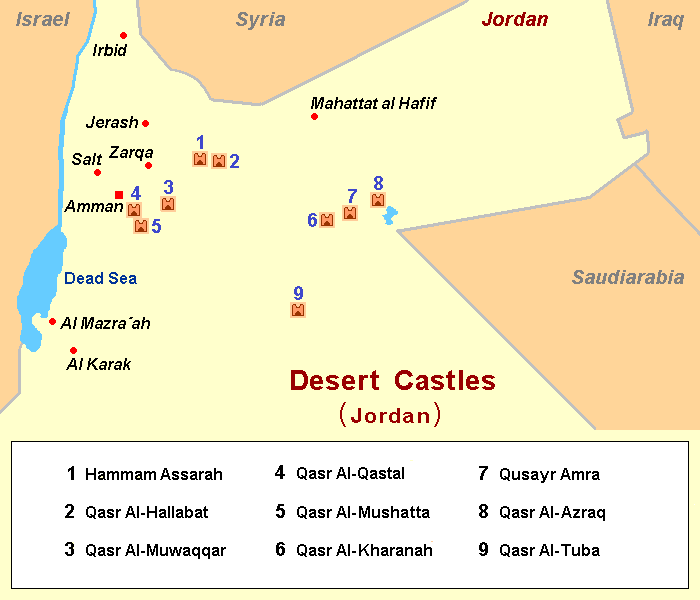
Ligging van Quseir Amra tussen de andere woestijnkastelen.

Quseir Amra of Qusair Amra (Arabisch: قصر عمرة Qaṣr ‘Amrah) is een historisch badhuis dat deel uitmaakte van een jachtslot in Jordanië. Het bevindt zich ongeveer 80 kilometer ten oosten van de hoofdstad Amman.

## Spelling en naamgeving
Quseir (of andere spellingsvarianten) betekent 'klein kasteel' in het Arabisch. Qasr is Arabisch voor kasteel. 
De spelling Quseir Amra is getranslitereerd uit het Arabisch. Aangezien daar geen vaste spellingsregels voor bestaan, komen verschillende spellingsvarianten voor. 

## Geschiedenis
Quseir Amra behoort tot de zogenoemde 'woestijnkastelen' door de dynastie van de Omajjaden gebouwd ten oosten en zuiden van Amman. Het gebouw dateert waarschijnlijk uit de periode 711 - 715 en is tijdens de regering van kalief Walid I gebouwd, vermoedelijk door de latere kalief Walid II . De schilderingen zijn mogelijk van een latere datum en werden dan tussen 730 en 740 aangebracht.
Alois Musil herontdekte Quseir Amra in 1898. Het gebouw is in 1985 door UNESCO tot werelderfgoed verklaard.
Wat overblijft is de hamam van wat eens een jachtpaviljoen was, bestemd als buitenverblijf voor de kalief en zijn familie.

## Beschrijving
Het gebouw is opgetrokken uit blokken zandsteen. Het bevindt zich thans midden in de woestijn in de buurt van een wadi, een rivierbedding die gedurende het grootste deel van het jaar droog staat. In de achtste eeuw was de omgeving waarschijnlijk groen en vruchtbaar. De nog aanwezige waterput werd gebruikt om water voor de baden te putten.

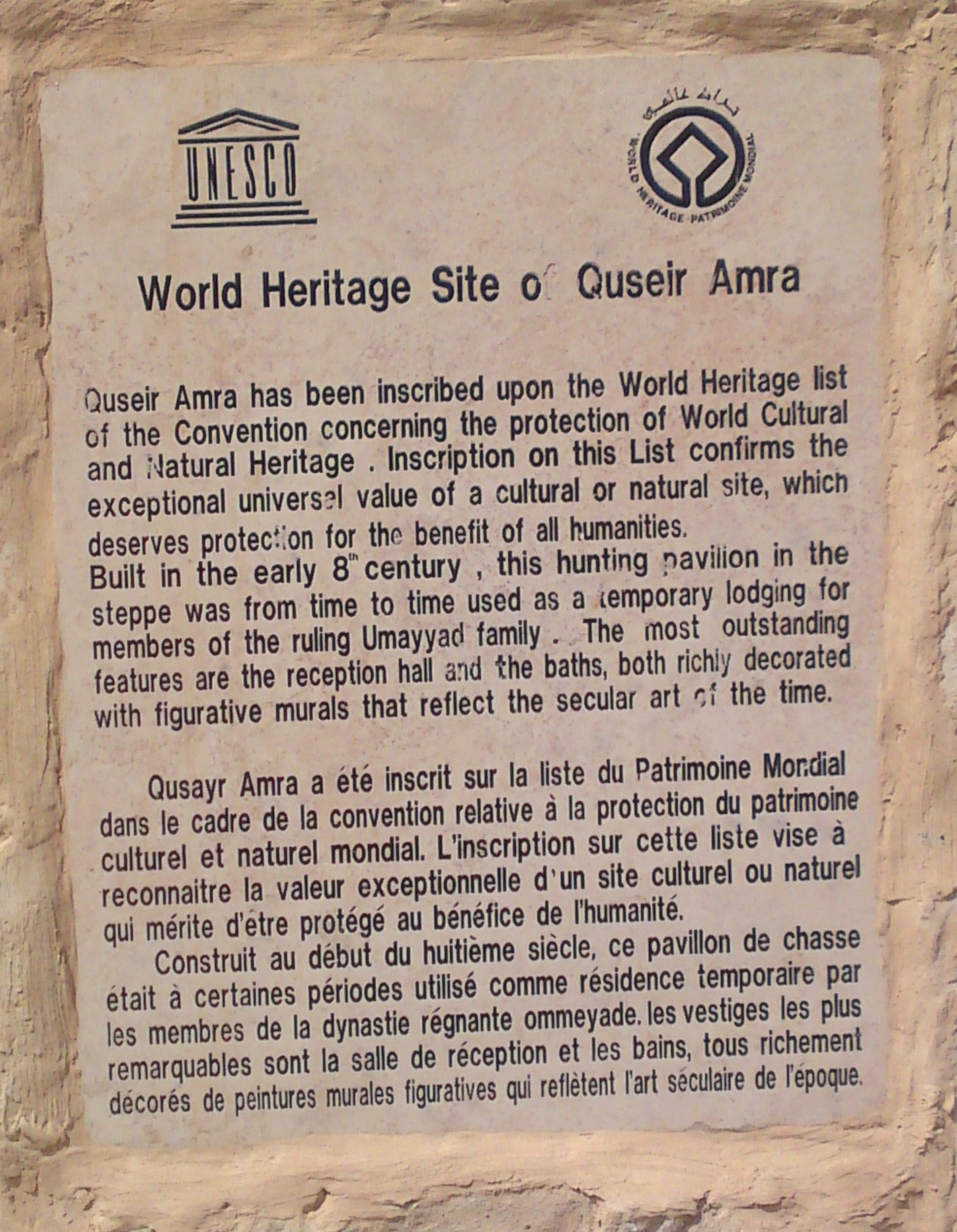
Informatiebord
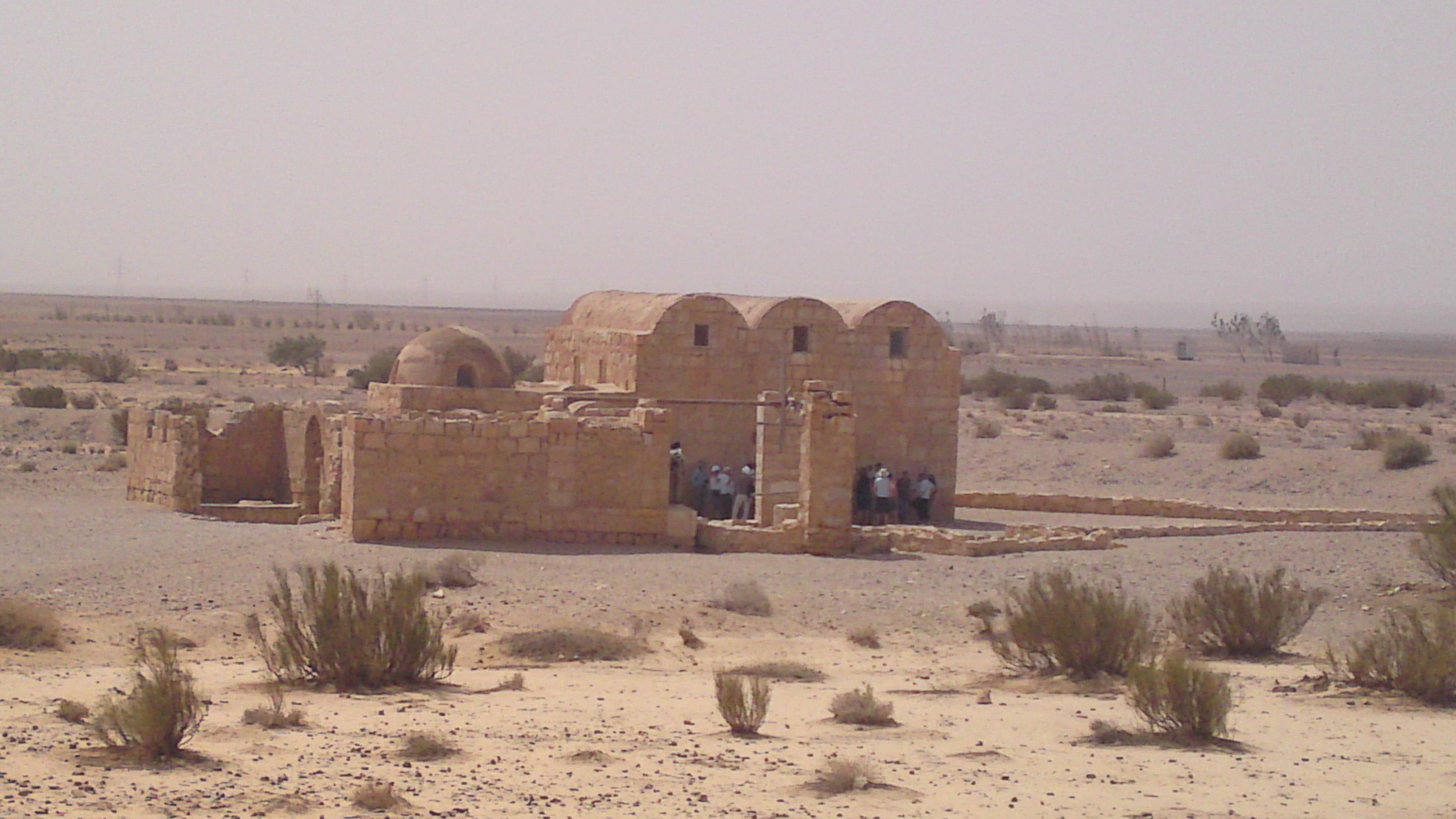
Site
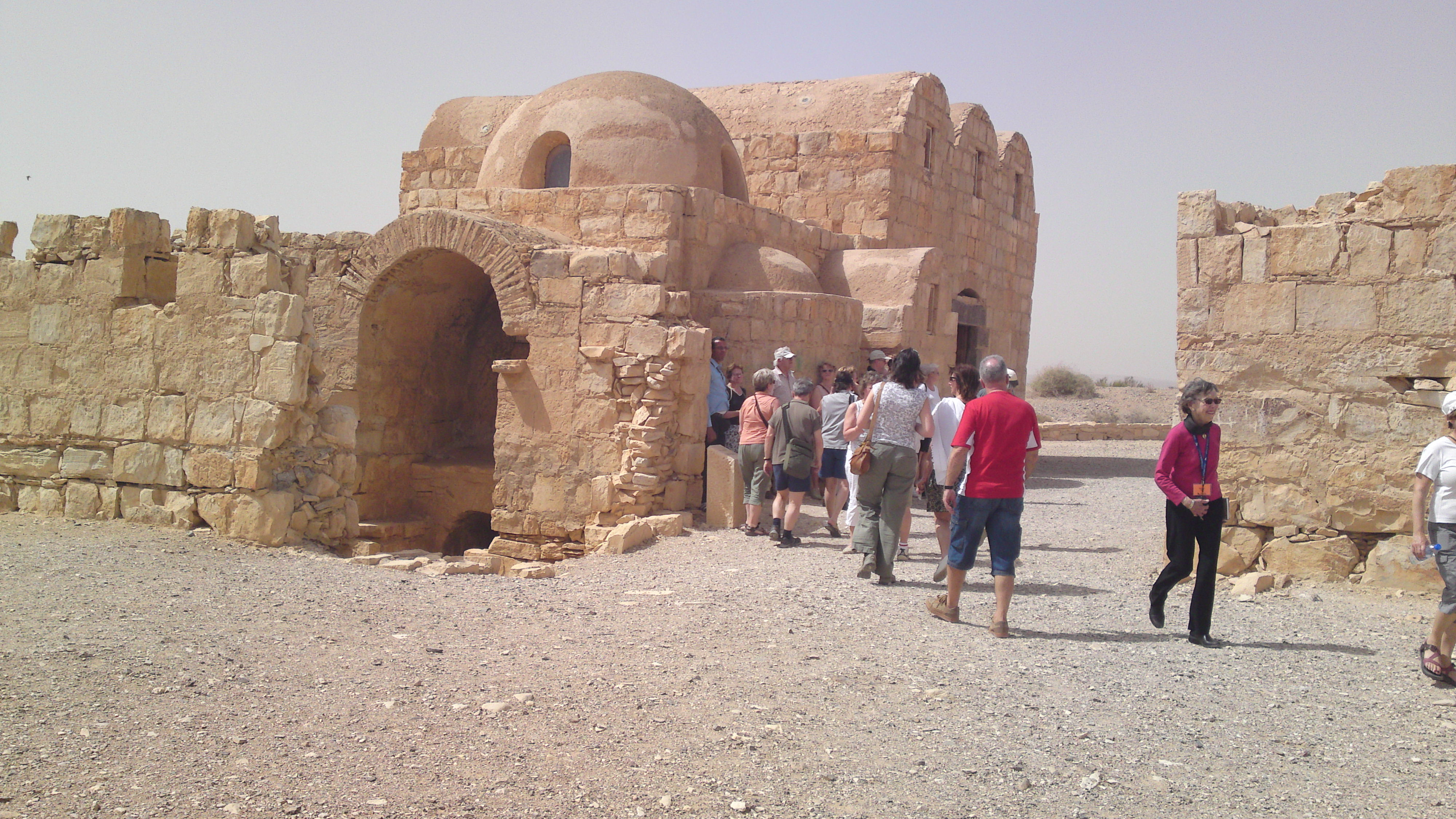
Hamam met toegang tot ondergrondse stookruimte
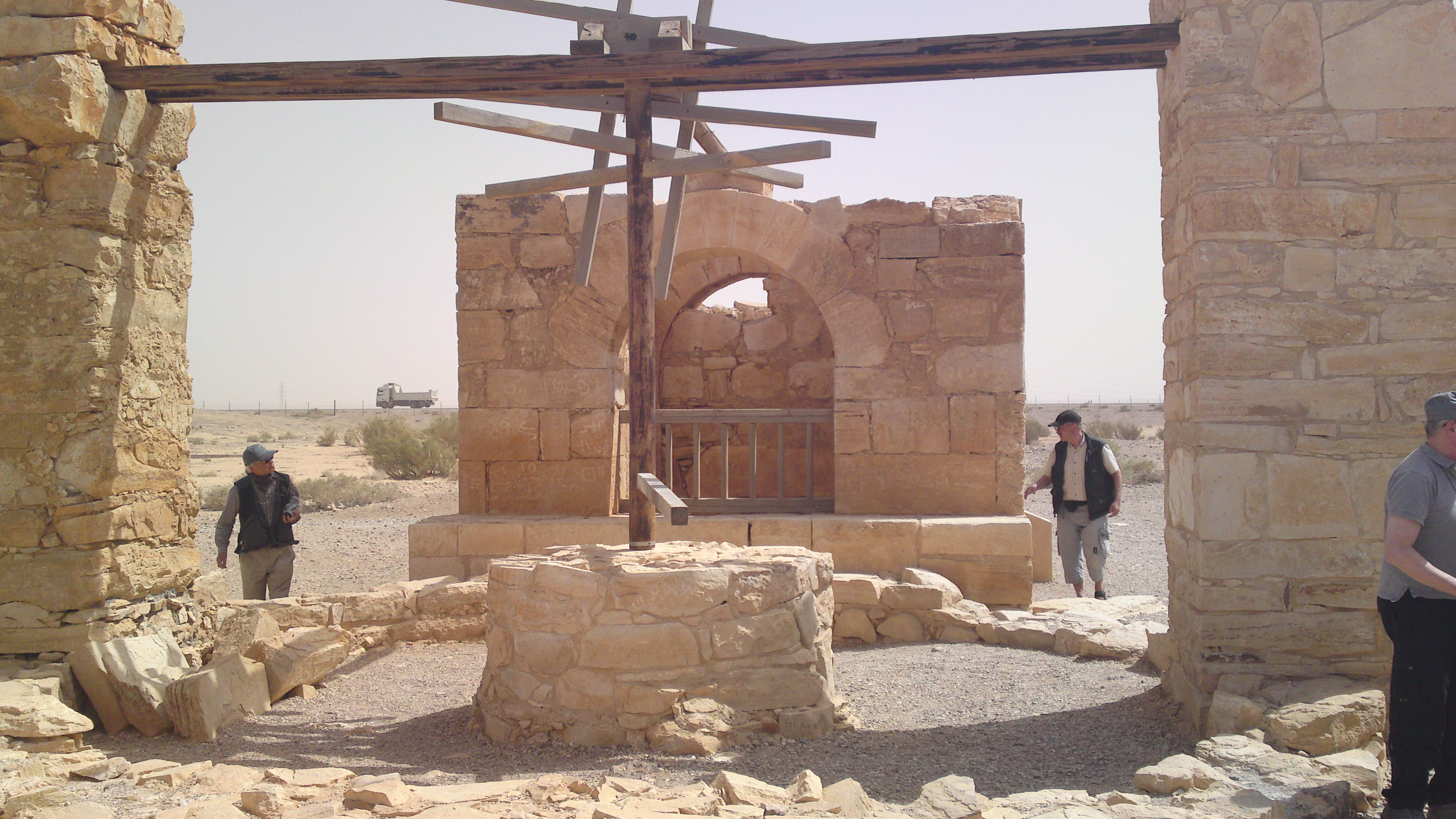
Waterput.

De hamam bestaat uit verschillende ruimtes. Men komt binnen in de grote ontvangstzaal die overdekt is met drie parallelle tongewelven. In het midden bevindt zich een nis waar waarschijnlijk de vorstentroon stond. Verder zijn er twee rustvertrekken. Links kan men naar de apodyterium (de kleedruimte) lopen waarachter zich het tepidarium (het lauwe bad) en het caldarium (het warme bad) bevinden.
Het badhuis is uniek door de 250 goedbewaarde fresco's met veelal nog levendige kleuren. Deze fresco's versieren de binnenmuren van het gebouw en vooral deze van de ontvangstzaal. Ze beelden onder meer jachttaferelen uit, badende vrouwen, scènes die betrekking hebben op de bouw van het badhuis, ... . In het kleine caldarium is de sterrenhemel geschilderd met de tekens van de dierenriem of zodiac.

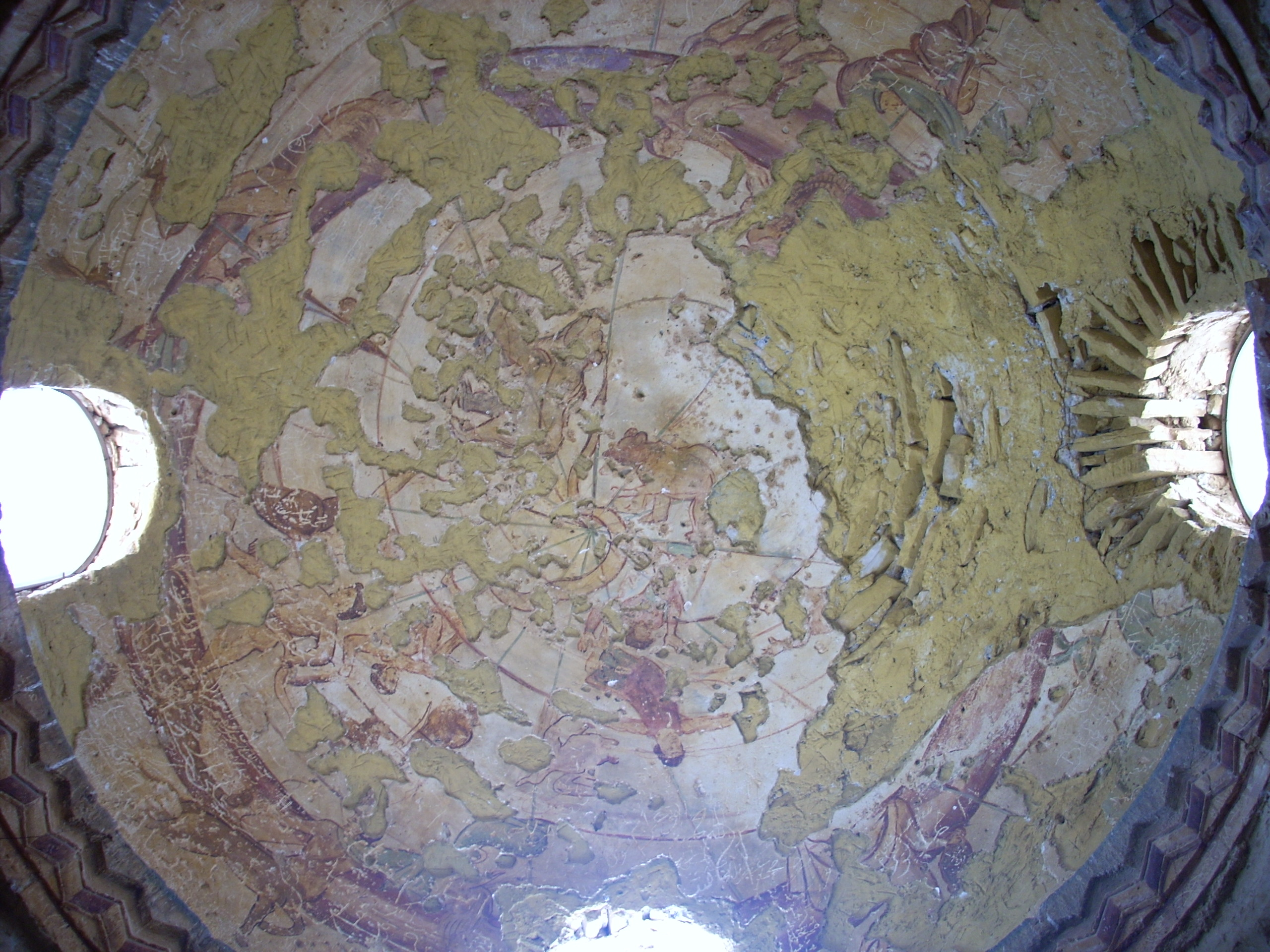
De hemelboog en de dierenriem afgebeeld op de koepel van het caldarium.
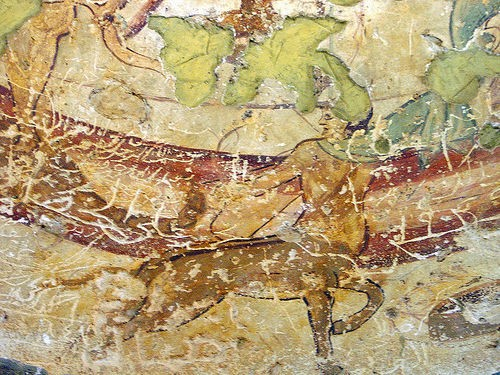
De boogschutter op de dierenriem.
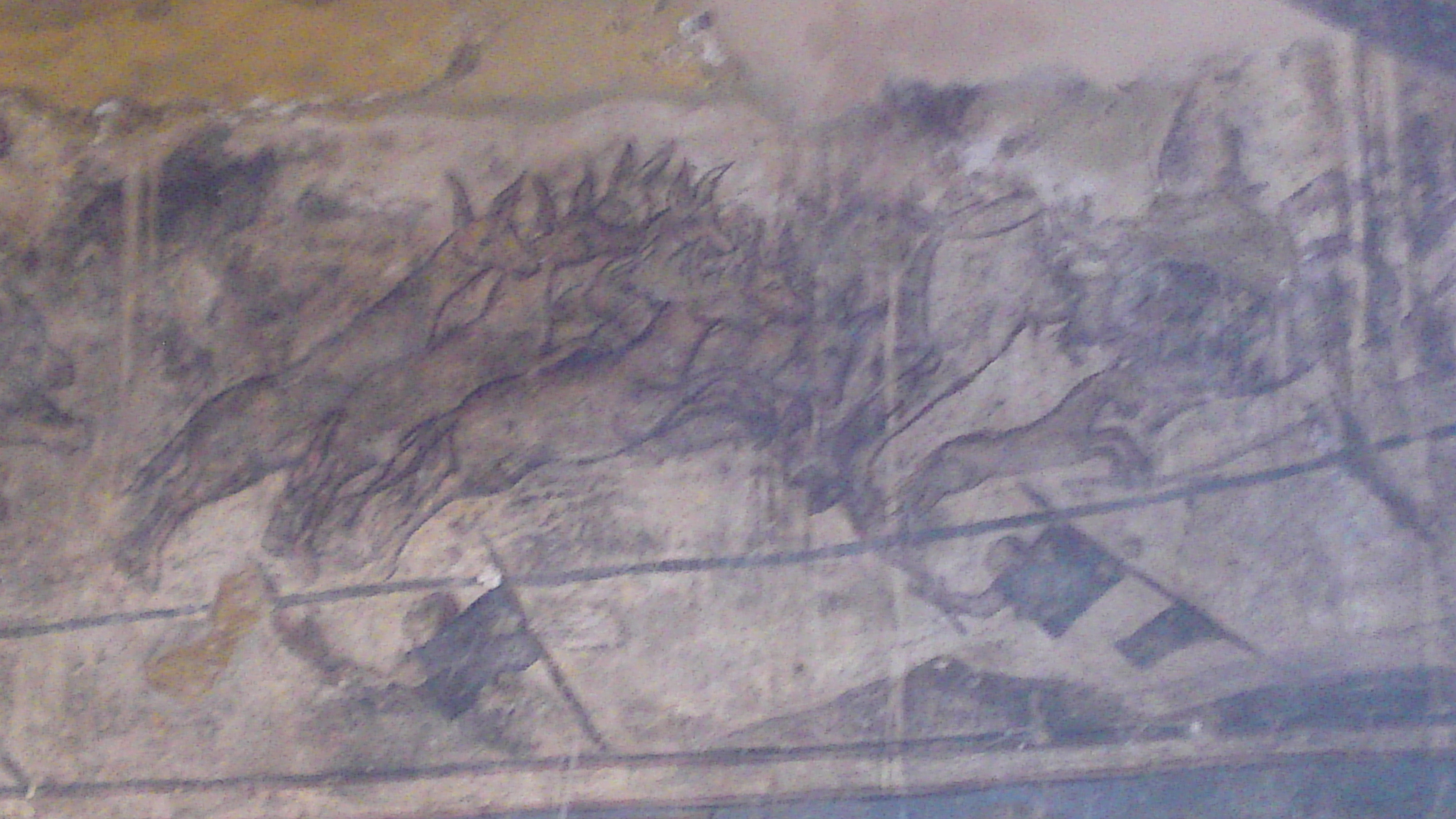
Jachtfresco